# Santo Stefano di Cadore
Santo Stefano di Cadore é uma comuna italiana da região do Vêneto, província de Belluno, com cerca de 2.901 habitantes. Estende-se por uma área de 100 km², tendo uma densidade populacional de 29 hab/km². Faz fronteira com Auronzo di Cadore, Danta di Cadore, Forni Avoltri (UD), San Nicolò di Comelico, San Pietro di Cadore, Sappada, Vigo di Cadore.

## Demografia
| Variação demográfica do município entre 1861 e 2011                               |
|                                                                                   |
| Fonte: Istituto Nazionale di Statistica (ISTAT) - Elaboração gráfica da Wikipedia |